# Roselle (Grosseto)
Pour les articles homonymes, voir Roselle (homonymie).

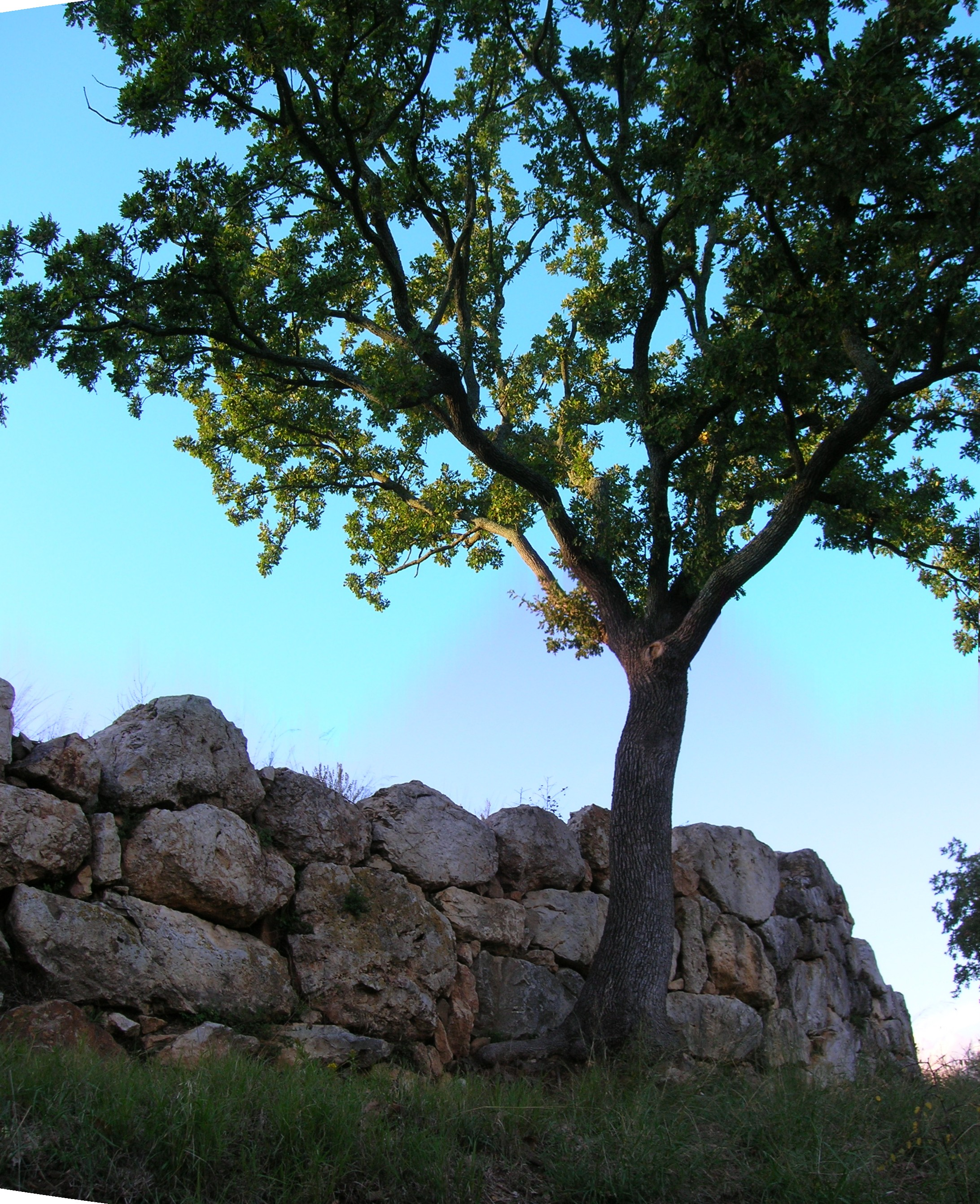
Muraille étrusque

Roselle (Rusellae en latin) est une ville antique de l'Étrurie qui a survécu jusqu'au Moyen Âge avant d'être abandonnée. Aujourd'hui Roselle est une frazione située sur la commune de Grosseto, en Toscane, Italie.

## Géographie
Roselle est située à environ 15 km au sud de Vetulonia et 8 km au nord de Grosseto. Les ruines se situent sur une colline à deux sommets dont le plus élevé a une altitude de 194 m. L'un des sommets est occupé par un amphithéâtre romain et l'autre par une tour dont la date d'origine est inconnue. Le travertin local en forme de bloc rectangulaire a été largement utilisé comme matériel de construction. La moderne Roselle est située au pied de la colline, à proximité d'une station thermale.

## Histoire
Roselle faisait partie des  douze villes de la dodécapole étrusque.
Les Romains, sous les ordres de Valerius Maximus, s'en emparèrent en 294 av. J.-C.. Tite-Live rapporte que : « ...[Marcus Valerius Maximus Corvinus] fit partir l’armée en direction du territoire de Roselle ; les ennemis le suivirent à leur tour; remplis d’un espoir absolu en leurs forces même en terrain découvert à cause de l’issue favorable prise par les événements, ils tentent toutefois de prendre encore l’ennemi dans une embuscade, qui leur avait si bien réussi auparavant. Il y avait non loin du camp romain les ruines d’un village incendié durant le sac de la région ; les Étrusques y cachèrent des soldats, puis lâchèrent du bétail sous les yeux du détachement romain que commandait le légat Gnaeus Fulvius. Personne, chez les Romains, ne fut pris au piège et ne quitta l’avant‑poste… ».
En 205 av. J.-C. elle a contribué à la fourniture des grains et du bois pour la flotte de Scipion l'Africain. Une colonie romaine y a été fondée par des triumvirs ou par Auguste.
En 935, les Sarrasins détruisirent le site qui ne fut pas reconstruit à cause d'une épidémie de malaria.
L'endroit était abandonné en 1138 et le siège épiscopal transféré à Grosseto, qui est aujourd'hui la capitale provinciale.
Les biographies anciennes citant Roselle sont rares, à signaler la citation de Denys d'Halicarnasse qui cite « Rusellae » parmi les villes aidant les Latins contre Tarquin l'Ancien.
Au XVIIIe siècle est né un village dans la vallée, où en 1824 le grand-duc Léopold II de Lorraine fait construire la station thermale (Terme leopoldine). Roselle est maintenant une moderne frazione du comune de Grosseto. Les ruines de la ville antique ont été fouillées et transformées en un parc archéologique.

## Monuments
- L'église Immacolata Concezione, église paroissiale de Roselle (1938).
- L'église San Lorenzo al Bagno (XVIIe siècle), transformé en une maison privée.
- Le Tino di Moscona, imposant fortification datant au la période villanovienne.
- Les Terme Leopoldine, station thermale construit par le grand-duc Léopold II de Toscane en 1824.
- L'observatoire astronomique de Casette di Mota.

## Archéologie
Roselle demeura ignorée jusqu'en 1957, date où furent commencées des fouilles qui s'y poursuivent actuellement.
La zone est actuellement en jachère et les ruines elles-mêmes sont désormais envahies par la végétation. Les murs construits par les Étrusques entre le VIIe  et le VIe siècle av. J.-C. afin de protéger la ville entouraient les deux collines sur 3 km et sont encore par endroits bien conservés. Les parois irrégulières sont constituées de blocs bruts de travertin mesurant environ 2,75 m sur 1,2 m. Des morceaux plus petits sont insérés dans les interstices.
Une citerne d'époque romaine est visible. Des vestiges romains ont également été trouvés à 3 km au sud où des sources chaudes sont utilisées pour la baignade du public.

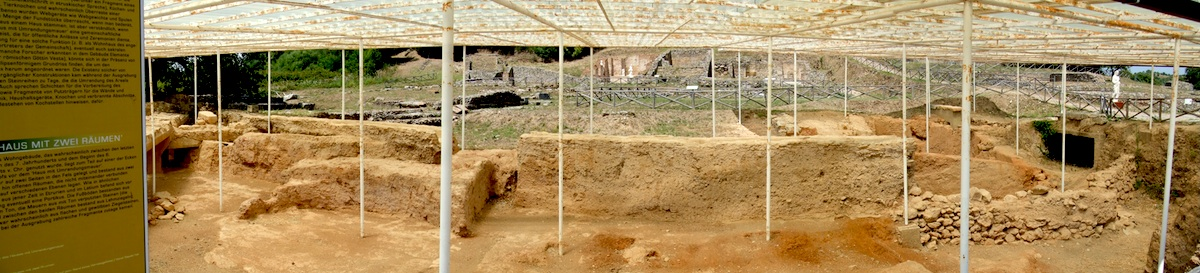
Panorama du chantier des fouilles actuelles.

## Sources
- (en) Cet article est partiellement ou en totalité issu de l’article de Wikipédia en anglais intitulé « Rusellae » (voir la liste des auteurs).